# スラキアット・サティアンタイ
スラキアット・サティアンタイ（Surakiart Sathirathai、タイ語: สุรเกียรติ์ เสถียรไทย、1958年6月7日 - ）はタイの政治家。2006年7月現在副首相を務め、外交、教育、文化などを担当している。
日本のメディアではスラキアットと呼称されることもあるが、在日タイ大使館の公式ホームページにおいては「スラキアット・サティアンタイ」または「スラキエット・サティアンタイ」と表記されている。

## 略歴
スラキアットはバンコクにおいて生まれた。父は経済省の官僚で、母はフランス語の教師であった。タイのチュラーロンコーン大学の法律学科を卒業し、ハーバード大学ロースクールおよびタフツ大学フレッチャー法律外交大学院でそれぞれ法律と外交の修士号を得た。その後タイ人としては初めて、ハーバードで法律学博士号を得た。1980年代後半からは母校のチュラーロンコーン大学で教員を務め、学部長に任命されている。
その後タイ政府の経済アドバイザーを経て、1995年から1996年まで同国経済担当大臣、2001年から2005年まで外務大臣を務めた。2005年3月11日にタイ王国の副首相に任命されている。妻スタワン夫人は経済学者でケンブリッジ大学で博士号を取得しており、タイ王妃の姪にあたる。息子はロンドン・スクール・オブ・エコノミクスを卒業後タイ政府の経済省に勤務している。

## 国連事務総長への立候補
タイ政府はスラキアット・サティアンタイを2006年に任期を終えるコフィー・アナン国連事務総長の後任として推薦していた。彼の立候補にはASEAN諸国が支持を表明しており、さらに中国とアメリカ合衆国からも支持されていると報道された。歴代の事務総長は大陸ごとの持ち回りで任命されることが慣例となっており、アジア出身のサティアンタイは有力候補の一人であった。2006年7月24日から行われた国連安全保障理事会の各理事国による事前投票においては韓国の外交通商相である潘基文と、インド出身のシャシ・タルール国連事務次長に次ぐ票数を獲得したが、最終的には潘基文が事務総長に選出された。